# King Clancy Memorial Trophy

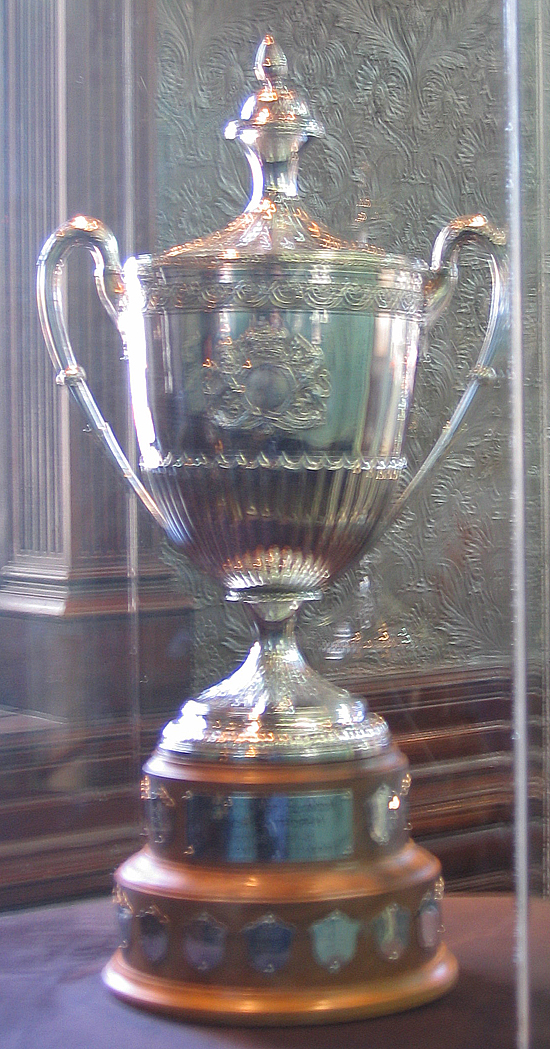
King Clancy Memorial Trophy.

King Clancy Memorial Trophy är ett årligt pris som ges till den spelare i National Hockey League som visat bäst ledaregenskaper på och utanför isen och som gjort märkbara humanitära insatser i samhället.
Trofén har uppkallats efter för att hedra den före detta spelaren, tränaren och domaren Francis M. "King" Clancy. Trofén utdelades första gången 1988.

## Vinnare

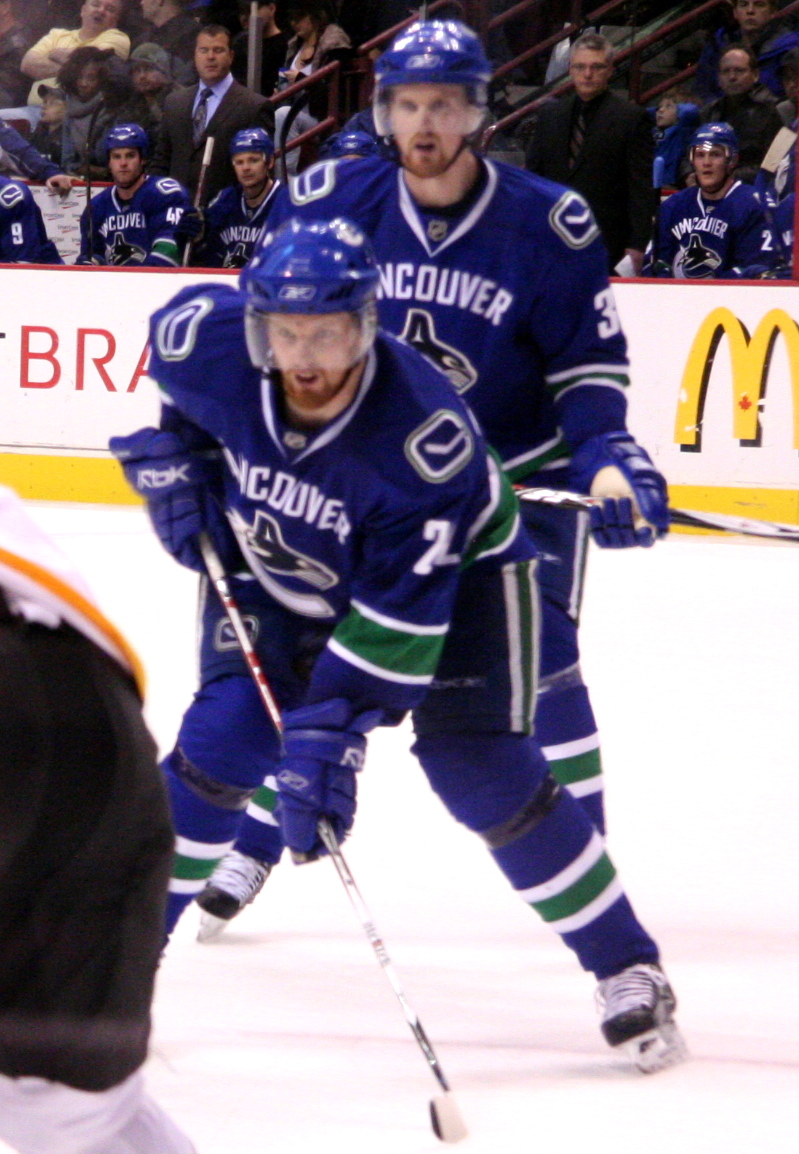
Henrik Sedin (bakgrunden) är den enda spelare som har vunnit King Clancy Memorial Trophy två gånger och Sedinbröderna (Daniel Sedin i förgrunden) är den enda duo som har vunnit priset tillsammans.

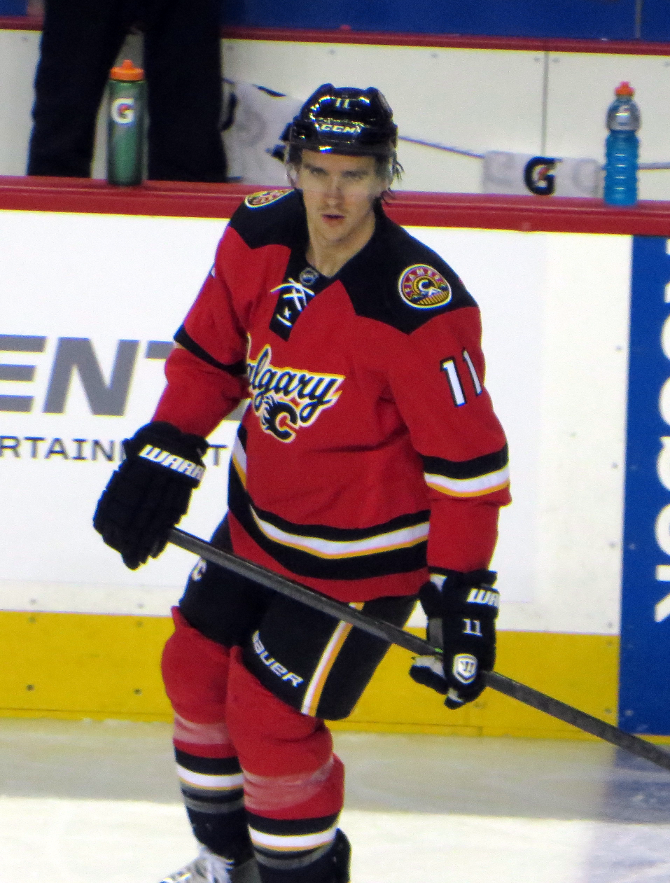
Mikael Backlund är den senaste svensken som har vunnit King Clancy Memorial Trophy.

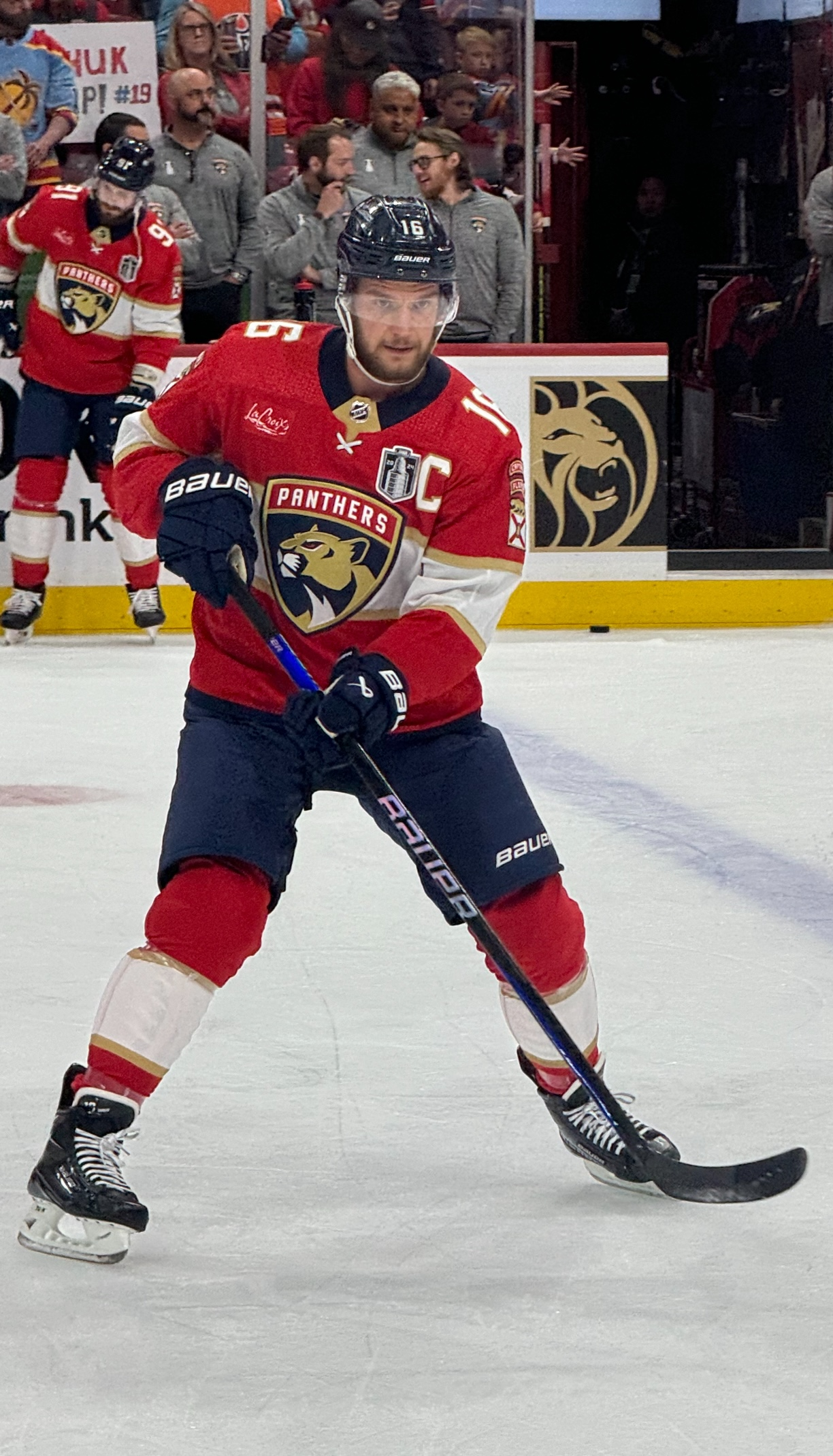
Aleksander Barkov, Jr. är den senaste spelaren som har vunnit King Clancy Memorial Trophy.

Källa: 
| Säsong    | Vinnare                            | Lag                                | Vinster                            |
| --------- | ---------------------------------- | ---------------------------------- | ---------------------------------- |
| 1987–1988 | Lanny McDonald                     | Calgary Flames                     | 1                                  |
| 1988–1989 | Bryan Trottier                     | New York Islanders                 | 1                                  |
| 1989–1990 | Kevin Lowe                         | Edmonton Oilers                    | 1                                  |
| 1990–1991 | Dave Taylor                        | Los Angeles Kings                  | 1                                  |
| 1991–1992 | Ray Bourque                        | Boston Bruins                      | 1                                  |
| 1992–1993 | Dave Poulin                        | Boston Bruins                      | 1                                  |
| 1993–1994 | Adam Graves                        | New York Rangers                   | 1                                  |
| 1994–1995 | Joe Nieuwendyk                     | Calgary Flames                     | 1                                  |
| 1995–1996 | Kris King                          | Winnipeg Jets                      | 1                                  |
| 1996–1997 | Trevor Linden                      | Vancouver Canucks                  | 1                                  |
| 1997–1998 | Kelly Chase                        | St. Louis Blues                    | 1                                  |
| 1998–1999 | Rob Ray                            | Buffalo Sabres                     | 1                                  |
| 1999–2000 | Curtis Joseph                      | Toronto Maple Leafs                | 1                                  |
| 2000–2001 | Shjon Podein                       | Colorado Avalanche                 | 1                                  |
| 2001–2002 | Ron Francis                        | Carolina Hurricanes                | 1                                  |
| 2002–2003 | Brendan Shanahan                   | Detroit Red Wings                  | 1                                  |
| 2003–2004 | Jarome Iginla                      | Calgary Flames                     | 1                                  |
| 2004–2005 | Ingen vinnare på grund av lockout. | Ingen vinnare på grund av lockout. | Ingen vinnare på grund av lockout. |
| 2005–2006 | Olaf Kölzig                        | Washington Capitals                | 1                                  |
| 2006–2007 | Saku Koivu                         | Montreal Canadiens                 | 1                                  |
| 2007–2008 | Vincent Lecavalier                 | Tampa Bay Lightning                | 1                                  |
| 2008–2009 | Ethan Moreau                       | Edmonton Oilers                    | 1                                  |
| 2009–2010 | Shane Doan                         | Phoenix Coyotes                    | 1                                  |
| 2010–2011 | Doug Weight                        | New York Islanders                 | 1                                  |
| 2011–2012 | Daniel Alfredsson                  | Ottawa Senators                    | 1                                  |
| 2012–2013 | Patrice Bergeron                   | Boston Bruins                      | 1                                  |
| 2013–2014 | Andrew Ference                     | Edmonton Oilers                    | 1                                  |
| 2014–2015 | Henrik Zetterberg                  | Detroit Red Wings                  | 1                                  |
| 2015–2016 | Henrik Sedin                       | Vancouver Canucks                  | 1                                  |
| 2016–2017 | Nick Foligno                       | Columbus Blue Jackets              | 1                                  |
| 2017–2018 | Daniel Sedin Henrik Sedin          | Vancouver Canucks                  | 1 2                                |
| 2018–2019 | Jason Zucker                       | Minnesota Wild                     | 1                                  |
| 2019–2020 | Matt Dumba                         | Minnesota Wild                     | 1                                  |
| 2020–2021 | Pekka Rinne                        | Nashville Predators                | 1                                  |
| 2021–2022 | P.K. Subban                        | New Jersey Devils                  | 1                                  |
| 2022–2023 | Mikael Backlund                    | Calgary Flames                     | 1                                  |
| 2023–2024 | Anders Lee                         | New York Islanders                 | 1                                  |
| 2024–2025 | Aleksander Barkov, Jr.             | Florida Panthers                   | 1                                  |